# هیچ کجا ایران نمیشه
آلبوم هیچ کجا ایران نمیشه با آثار ابی، شهرام شب پره و شاهرخ در سیزدهم نوامبر 1991 توسط شرکت کلتکس وارد بازار شد.
شاعر و آهنگساز قطعه هموطن شهرام شب پره‌است که در آلبوم آتش این ترانه را با همراهی هلن بازخوانی کرده‌است.

## لیست ترانه‌ها
- هیچ کجا ایران نمیشه (شهرام)
- هموطن (ابی)
- دل و دلبر (شاهرخ)
- عزیزم (شهرام)
- دوست دارم (شاهرخ)
- همخون (ابی و شاهرخ)
- پرستش (شهرام)
- افسونگر (شاهرخ)
- لیلا (شهرام)
- دروغگو (شهرام)
- بی کلام